# Trochoideus venezuelensis
Trochoideus venezuelensis är en skalbaggsart som beskrevs av Joly och Bordon 1996. Trochoideus venezuelensis ingår i släktet Trochoideus och familjen svampbaggar. Inga underarter finns listade i Catalogue of Life.